# 1 Pedro 1

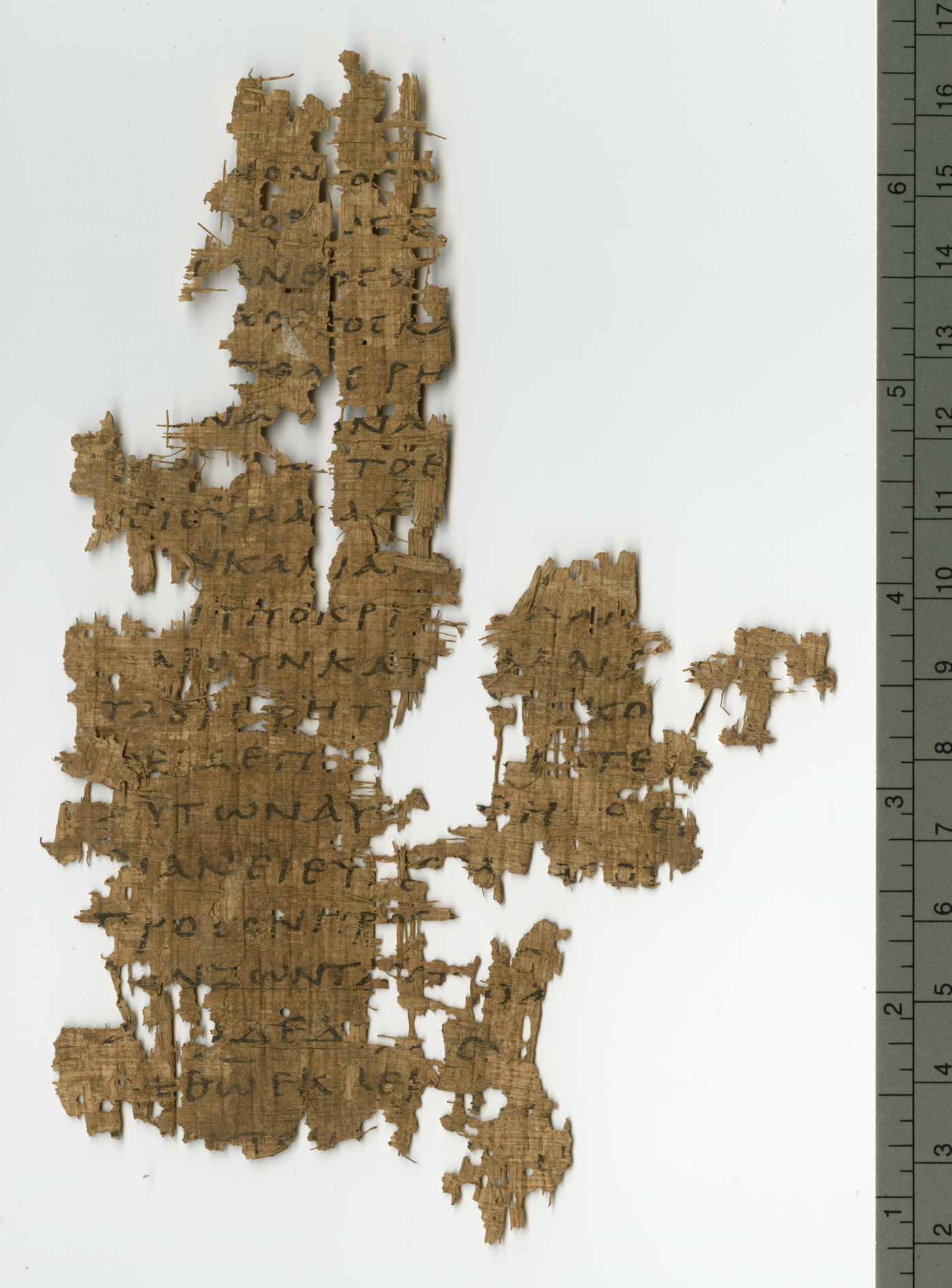
Extracto de la Primera Epístola de Pedro en el Papiro 125.

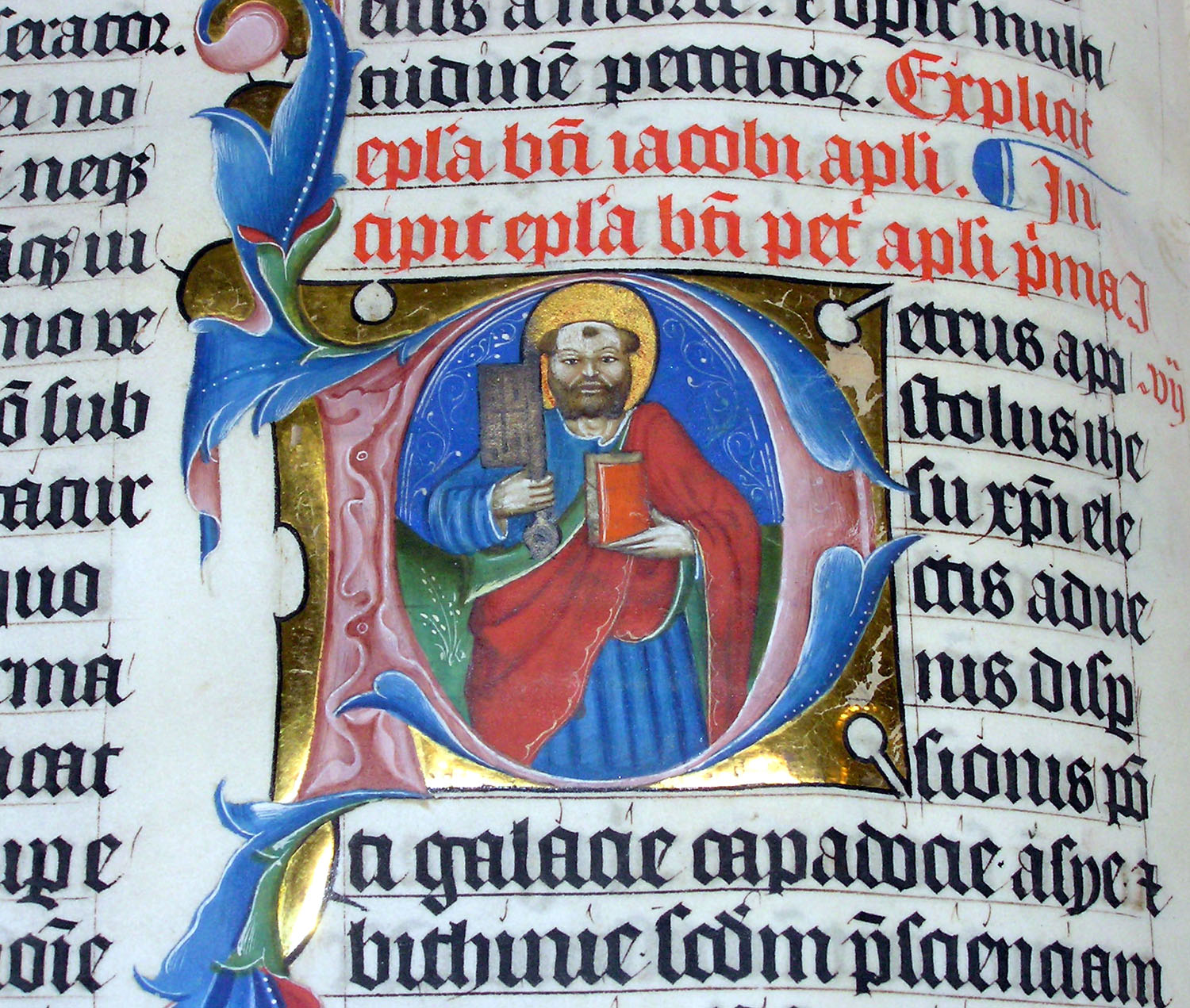
Letra capital de la Primera epístola de Pedro en una biblia latina del año 1407 que se conserva en la Abadía de Malmesbury, de Wiltshire (Sudoeste de Inglaterra). Es un Manuscrito belga, obra de Gerard Brils, para lectura en voz alta en ámbito monacal.

1 Pedro 1 es el primer capítulo de la Primera Epístola de Pedro, cuyo autor es el Apóstol Pedro y que forma parte del Nuevo Testamento de la Biblia. y está dirigida nominalmente a los judíos dispersos en el mundo, si bien puede entenderse como una metáfora referida a los cristianos "exiliados" del Reino Celestial. 
El autor aboga por la determinación y la perseverancia en la persecución, los deberes prácticos de la vida santa, cita como ejemplo a Cristo y otros motivos de paciencia y santidad y concluye con admoniciones para sacerdotes y pueblo. Ha sido definida como «el más denso resumen neotestamentario de la fe cristiana y de la conducta que tal fe inspira».

## Contenido
- 1: Saludo. Versículos 1-2
- 2: Alabanza y acción de gracias a Dios. Versículos: 3-12
- 3: Los cristianoss, llamados a ser santos. Versículos 13-16
- 4: Rescatados por la sangre de Cristo. Versículos 17-21
- 5: Vivir la caridad fraterna. Versículos 22-25[3]

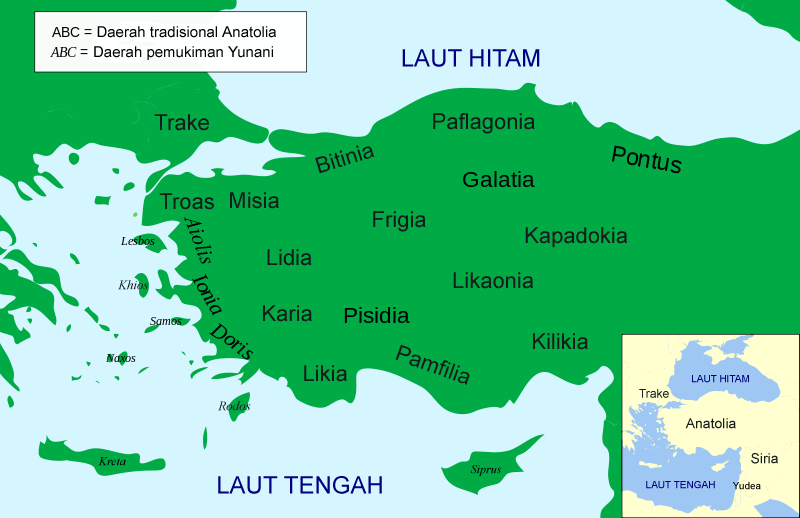
Lugares de destino de la Primera Epístola de Pedro en Anatolia (actual Turquía))

### Saludo. Versículos 1-2
1-Pedro, apóstol de Jesucristo, a los que peregrinan en la diáspora del Ponto, Galacia, Capadocia, Asia y Bitinia, elegidos 
2-según la presciencia de Dios Padre, mediante la santificación del Espíritu, para obedecer a Jesucristo y ser rociados con su sangre: gracia y paz en abundancia para vosotros.

#### Comentarios a los versículos 1-2
El autor de esta carta se dirige principalmente a cristianos provenientes del paganismo. Inicia agradeciendo a Dios por la salvación obtenida a través de Jesucristo. Posteriormente, desarrolla aspectos clave de la vida cristiana relacionados con el Bautismo, como el llamado a la santidad, la necesidad de un comportamiento ejemplar en el mundo, la paciencia frente a las dificultades y las relaciones entre presbíteros y fieles. La carta finaliza con una breve referencia a las circunstancias de su escritura.
El autor utiliza el nombre Pedro, dado por Jesús, que significa "piedra" en arameo (Kefa). Se presenta como apóstol, un testigo autorizado de la vida de Cristo. La expresión diáspora designa aquí a los cristianos como el nuevo pueblo de Dios, peregrinos en la tierra hacia su destino celestial. Las regiones mencionadas (v. 1) corresponden a Asia Menor, hoy Turquía, donde probablemente el cristianismo llegó a través de judíos convertidos en Pentecostés según se indica el el libro de los Hechos de los Apóstoles. En el v. 2, se encuentra una referencia a la Santísima Trinidad: el Padre elige desde la eternidad, el Hijo realiza la redención y el Espíritu Santo santifica.

### Alabanza y acción de gracias a Dios. Versículos: 3-12
3-Bendito sea Dios, Padre de nuestro Señor Jesucristo, que por su gran misericordia nos ha engendrado de nuevo —mediante la resurrección de Jesucristo de entre los muertos— a una esperanza viva, 
4-a una herencia incorruptible, inmaculada y que no se marchita, reservada en los cielos para vosotros, 
5-que, por el poder de Dios, estáis custodiados mediante la fe hasta alcanzar la salvación preparada ya para ser manifestada en el tiempo último.
............
10-Sobre esta salvación investigaron e indagaron los profetas que vaticinaron sobre la gracia que recibiríais, 
11-buscando a qué momento y a qué circunstancias se refería el Espíritu de Cristo que moraba en ellos, y testificaba de antemano los padecimientos reservados a Cristo y su posterior glorificación. 
12-Les fue revelado que eran servidores de estas realidades no para su provecho, sino para el vuestro: las mismas que os han sido anunciadas ahora por quienes os predicaron el Evangelio por el Espíritu Santo enviado desde el cielo, las mismas que los ángeles contemplan con avidez.

#### Comentarios a los versículos 3-12
Los destinatarios de la «Primera Carta de San Pedro» vivían en un entorno hostil y sufrían por su fe. En ella, Pedro les anima señalando los motivos para mantener la esperanza y perseverar: han sido salvados por Dios a través de Cristo. Los cristianos han renacido espiritualmente y reciben una dignidad única al ser elegidos por Dios Padre, quien les ha destinado a una herencia eterna en el cielo. Alcanzar esta promesa requiere amor y fe en Cristo, incluso en medio de tribulaciones.  
El Espíritu Santo, que en el Antiguo Testamento anunció la salvación fruto del sufrimiento de Cristo, ahora proclama su cumplimiento a través de quienes predican el Evangelio. En estos versículos, se destaca el papel del Espíritu como origen y guía de la misión evangelizadora de la Iglesia. La esperanza en la salvación ofrecida por Cristo llena de alegría a los creyentes, incluso en las pruebas, pues las dificultades purifican y fortalecen la autenticidad de su fe.

Dice San Pedro que conviene ser afligidos porque no se puede llegar a los gozos eternos sino a través de las aflicciones y la tristeza de este mundo que pasa. Durante algún tiempo, dice sin embargo, porque cuando se retribuye con un premio eterno, lo que en las tribulaciones de este mundo parecía pesado y amargo, parece que es muy breve y leve.

Como dice Agustín de Hipona: 

Se presenta el dolor, vendrá mi descanso. Se ofrece la tribulación, llegará mi purificación. ¿Acaso brilla el oro en el horno del platero? Brillará en el collar, brillará en el adorno. Sin embargo, ahora soporta el fuego para que, purificado de las impurezas, adquiera el brillo.

### Los cristianoss, llamados a ser santos. Versículos 13-16
13-Por lo cual, tened dispuesto el ánimo, vivid con sobriedad y poned toda vuestra esperanza en aquella gracia que os llegará con la manifestación de Jesucristo. 
14-Como hijos obedientes, no conforméis vuestra vida a las antiguas concupiscencias del tiempo de vuestra ignorancia, 
15-sino que así como es santo el que os llamó, sed también vosotros santos en toda vuestra conducta, 
16-conforme a lo que dice la Escritura: Sed santos, porque Yo soy santo.

#### Comentarios a los versículos 13-16
La referencia subraya una conexión profunda entre la experiencia del pueblo de Israel en el Éxodo y el llamado cristiano a la vida nueva en Cristo. El paralelismo destaca que, así como los israelitas fueron liberados de la esclavitud en Egipto para convertirse en el pueblo de Dios bajo la antigua Alianza del Sinaí, los cristianos son liberados de la esclavitud del pecado a través del sacrificio redentor de Jesús, quien establece una nueva alianza.
El pasaje de «ceñir los lomos de vuestra mente» (1 Pe 1,13) evoca directamente la actitud de prontitud y vigilancia requerida en el relato del Éxodo (Ex 12,11), cuando los israelitas debían estar preparados para partir hacia la libertad. Este lenguaje metafórico en la carta de Pedro llama a los cristianos a adoptar una disposición espiritual similar: una actitud de alerta, conversión y abandono de todo lo que los ata al pecado o a los antiguos modos de vida.
La referencia a las «antiguas concupiscencias» (1 Pe 1,14) también resalta el desafío constante de resistir la tentación de volver a la esclavitud espiritual, de manera análoga a las quejas y añoranzas de los israelitas por los placeres efímeros de Egipto (Nm 11,5). Este llamado al desprendimiento y a la santidad invita a los cristianos a vivir su fe de manera activa, conscientes de que están en un peregrinaje hacia la plenitud del Reino de Dios.
En conjunto, estos textos invitan a reflexionar sobre lavocación cristiana: ser un pueblo elegido, separado para Dios, viviendo con la mirada puesta en la esperanza de la redención final y modelando nuestras vidas según la santidad divina. Como señala el pasaje, nuestro modelo es Dios mismo, cuya santidad somos llamados a reflejar: «Sed santos, porque yo soy santo» (1 Pe 1,16).

### Rescatados por la sangre de Cristo. Versículos 17-21
17-Y si llamáis Padre al que sin hacer acepción de personas juzga a cada uno según sus obras, comportaos con temor durante el tiempo de vuestra peregrinación; 
18-sabiendo que habéis sido rescatados de vuestra conducta vana, heredada de vuestros mayores, no con bienes corruptibles, plata u oro,
19-sino con la sangre preciosa de Cristo, como cordero sin defecto ni mancha, 
20-predestinado ya antes de la creación del mundo y manifestado al final de los tiempos para vuestro bien; 
21-para quienes por medio de él creéis en Dios, que le resucitó de entre los muertos y le glorificó, de modo que vuestra fe y vuestra esperanza se dirijan a Dios. 

#### Comentarios a los versículos 17-21
El fundamento de la liberación del pecado y de la santidad es el sacrificio de Cristo. Simón Pedro acude a la imagen y al vocabulario de la redención de un esclavo que pasa a ser hombre libre. Es también una alusión al Éxodo: tras la inmolación del cordero pascual, Israel fue liberado por Dios de la esclavitud de Egipto; pero el precio de este rescate... 

...no se ha calculado en dinero, sino en sangre, pues Cristo murió por nosotros; Él nos ha liberado con su sangre preciosa (…); preciosa porque es la sangre de un cordero inmaculado, porque es la sangre del Hijo de Dios, que nos ha rescatado no sólo de la maldición de la Ley, sino también de la muerte perpetua que implica la impiedad.

La imagen del Cordero aplicada a Jesucristo es un modo expresivo de referirse al sacrificio expiatorio de la cruz y, a la vez, a la inocencia inmaculada del Redentor.

### Vivir la caridad fraterna. Versículos 22-25
22-Ya que habéis purificado vuestras almas por la obediencia a la verdad, para un amor fraterno no fingido, amaos de corazón intensamente unos a otros, 
23-como quienes han sido engendrados de nuevo no de un germen corruptible, sino incorruptible, por medio de la palabra de Dios, viva y permanente. 
24-Porque Toda carne es como heno, 
y toda su gloria como flor de heno; 
se seca el heno y cae la flor, 
25-pero la palabra del Señor permanece para siempre. 
Ésta es la palabra que os ha sido anunciada como buena nueva.

#### Comentario a los versículos 22-25
La caridad fraterna representa una expresión esencial de la santidad cristiana. La Palabra de Dios actúa como fundamento y garantía de la nueva vida recibida a través del Bautismo. Esto se refuerza con la metáfora de la flor del heno, tomada de Isaías 40; 6-8, que destaca el contraste entre la transitoriedad de las cosas terrenales y la permanencia eterna de la Palabra divina.